# Tihange
Tihange (wa. Tîhondje) – dzielnica (section) miasta Huy w Belgii, w Regionie Walońskim, w prowincji Liège, w okręgu Huy. 1 stycznia 2020 roku liczyła 3141 mieszkańców. Do 31 grudnia 1976 r. samodzielna gmina. 
Znajduje się tutaj elektrownia jądrowa.

## Demografia
Liczba mieszkańców, stan na 1 stycznia:
| Rok                | 1930 | 1947 | 1961 | 2020 |
| ------------------ | ---- | ---- | ---- | ---- |
| Liczba mieszkańców | 1720 | 2058 | 2327 | 3141 |